# 790 (numero)
Settecentonovanta (790) è il numero naturale dopo l'789 e prima del 791.

## Proprietà matematiche
- È un numero pari.
- È un numero composto, con 8 divisori: 1, 2, 5, 10, 79, 158, 395, 790. Poiché la somma dei suoi divisori (escluso il numero stesso) è 650 < 790, è un numero difettivo.
- È un numero sfenico.
- È un numero felice.
- È un numero congruente.
- È un numero intero privo di quadrati.
- È un numero nontotiente (per cui la equazione φ(x) = n non ha soluzione).
- È parte delle terne pitagoriche (474, 632, 790), (790, 1896, 2054), (790, 6216, 6266), (790, 31200, 31210), (790, 156024, 156026).

## Astronomia
- 790 Pretoria è un asteroide della fascia principale del sistema solare.
- NGC 790 è una galassia lenticolare della costellazione della Balena.

## Astronautica
- Cosmos 790 è un satellite artificiale russo.

## Altri ambiti
- La Route nationale 790 è una strada statale della Francia.